# 3710 Bogoslovskij
3710 Bogoslovskij (1978 RD6) là một tiểu hành tinh vành đai chính được phát hiện ngày 13 tháng 9 năm 1978 bởi Nikolai Chernykh ở Nauchnyj. Nó được đặt theo tên của Nikita Vladimirovich Bogoslovskij.